# Linux用户组

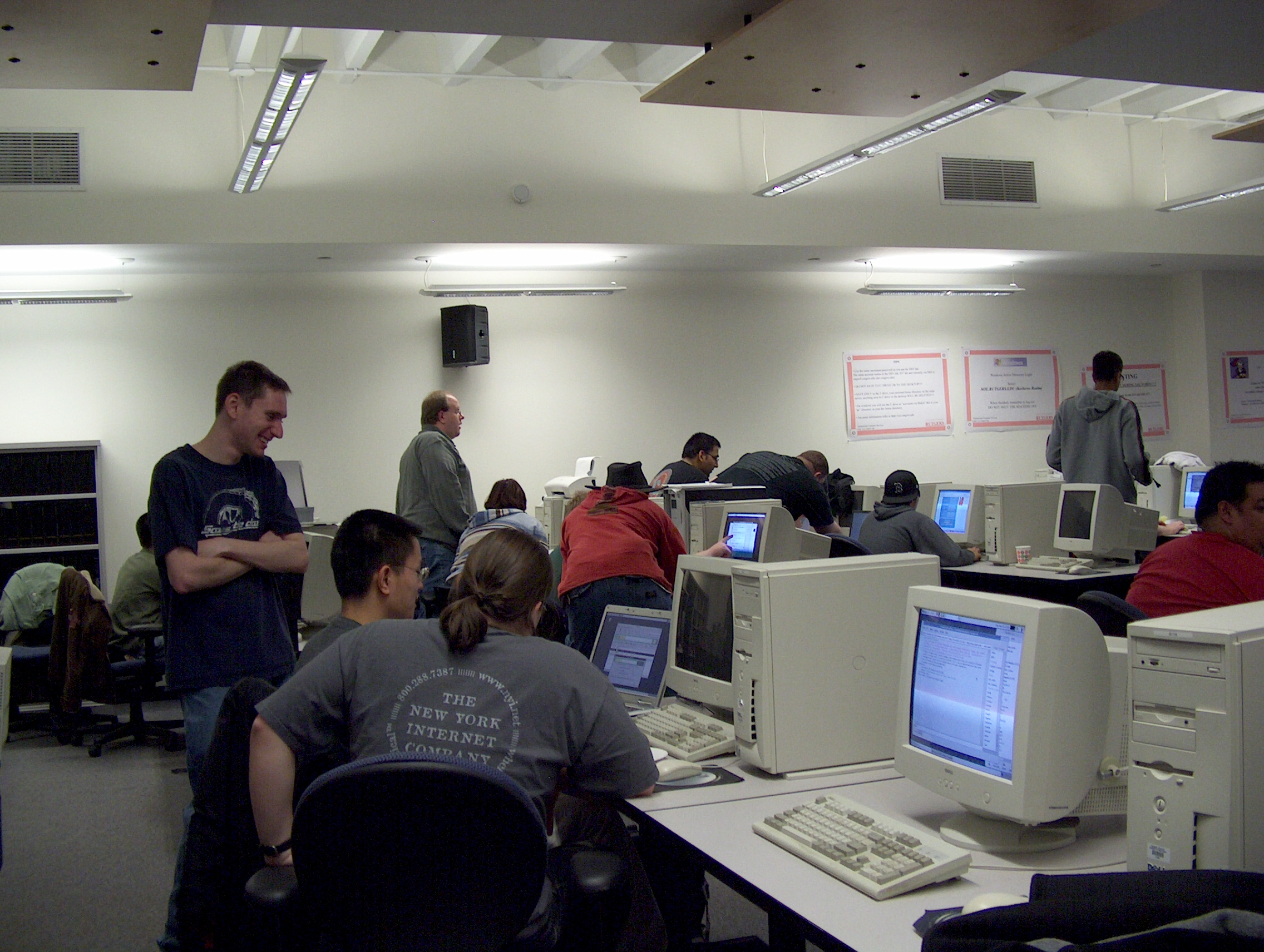
由罗格斯大学学生Linux用户组主办的Installfest

Linux用户组（英語：Linux User Group，缩写为 ）或GNU/Linux用户组是一个为Linux用户，特别是无经验用户提供教育支持的私有组织，通常是非营利的。“用户组”主要指举办集会的本地组织，但它也可以指成员分布在各地，不举办或不基于线下集会的在线组织。多数LUG也包括了FreeBSD等类Unix的自由操作系统。

## 本地Linux用户组
本地Linux用户组定期（通常每周或每月）举办集会，来为Linux用户提供帮助支持，同时也可能会举办讲座，特别是为无经验的新用户。由于Linux并不被任何特定的公司或机构控制，Linux用户组集会中涵盖的主题通常比其它的用户组要多。Linux的帮助支持是由用户主导的，而很多时候面对面或通过电话帮忙，比通过电子邮件或Usenet要简单的多，这也是举办集会的一个理由。Linux用户组依然主要专注于爱好者和专业用户的自我向导的学习交流。
SVLUG是最早和最大的Linux用户组。它最初是硅谷计算机协会组织的一个互联网兴趣小组，由Daniel Kionka领导，旨在推动Xenix和其它“低成本个人电脑的Unix系统”。后来由于Linux成为主要的自由Unix实现，从而专注于此。
根据《Linux用户组指南》：

计算机用户组并不新鲜。事实上，它在个人计算机发展史占有中心地位：微型计算机的出现很大程度上经济实惠地满足了许多需要利用计算资源的个人用户，包括电子学、业务无线电和其它兴趣小组；像 IBM 这样的巨头最终将个人电脑发展成为了一项成功的产业 —— 然而其最初的动力同样来自这些草根用户。
Linux用户组和传统用户组的区别仅在于一点：传统用户组必须密切监控用户在会上分发的软件，由于非法拷贝时有发生，因此分发软件的行为，本身就是不被鼓励的；而对于Linux用户组，这条规则根本就不适用，不受限制的自由分发拷贝Linux反而应该是它的主要目标。事实上，据说传统用户组的成员，非常难以适应Linux用户组可以随意合法拷贝软件的情况。

## 常见活动
Linux用户组通常每月举行聚会。聚会通常位于大学、学院、社区中心、私企或餐厅宴会厅等免费提供的场地进行。例如，在10年间，SVLUG都是在一家名为Carl's Jr的餐厅聚会的，而过去的几年，转移到思科的会议室，最近又移步赛门铁克。类似的，BALUG（湾区Linux用户组）则总是在旧金山唐人街的四海餐厅宴会厅举办聚会。
大多数Linux用户组都是免费的，不需要缴纳会费。很多情况下参与者都被鼓励去资助举办者。
有些Linux用户组是非正式的讨论会或圆桌会议，成员简单地坐在一起讨论Linux相关的话题，而有一些提供的则举行正式演讲。例如，林纳斯常常光顾SVLUG和BALUG，因为地点离他家比较近；Hans Reiser则在SVLUG的聚会上展示了它早期的ReiserFS设计方案。演讲者可能是社区中任何有意分享话题的人。偶尔，公司也会支持他们的员工在Linux用户组上宣传它们的产品，而Linux用户组一般则要求这类演讲应为技术分享，而不是广告宣传。通常，Linux用户组集会为每个成员和来客提供了一个发表声明的机会，特别是求职和招聘、请求帮助，和硬件销售与赠送。
距离不远的多个Linux用户组常常会联合起来举行会议、分享知识。例如2009年，在中美洲举行的第一届中美洲自由软件大会（Encuentro Centro Americano de Software Libre）在尼加拉瓜举办时，从伯利兹到巴拿马的各地的用户组都纷纷赶赴参会。其它国家的用户组也常被邀请，2010年，当同会议再次举办时，从德国到莫斯科的用户组也前来参加。

## 区域性Linux用户组

### 中国大陆地区Linux用户组
起步比较早，比如1997年成立的上海Linux用户组，以及后来成立的北京GNU/Linux用户组和广州Linux用户组等。经历过2007年和2008年两年的软件自由日的发展，又先后出现深圳Linux用户组 （页面存档备份，存于）、重庆Linux用户组 （页面存档备份，存于）和成都Linux用户组等。

### 台湾Linux用户组
台北開放原始碼軟體使用者社群（TOSSUG）

### 香港Linux用户组
香港Linux用户组

### 新加坡Linux用户组
新加坡Linux用户组 （页面存档备份，存于）